# Viterbo
Viterboⓘ ([viˈtɛrbo], pol. uproszczona: witerbo) – miasto i gmina we Włoszech, w regionie Lacjum, w prowincji Viterbo.
Według danych na rok 2004 gminę zamieszkiwało 57 307 osób, 141,2 os./km².
Miasto o etruskich korzeniach, podbite ostatecznie przez Rzymian w IV wieku przed naszą erą. W 1167 roku Fryderyk Barbarossa nadał mu prawa miejskie. W XIII wieku Viterbo było przez pewien czas siedzibą dworu papieskiego. Tu właśnie miało miejsce najdłuższe konklawe w historii Kościoła, zakończone ostatecznie wyborem Grzegorza X. 
W 1927 roku zostało stolicą prowincji. Siedziba Università degli Studi della Tuscia.

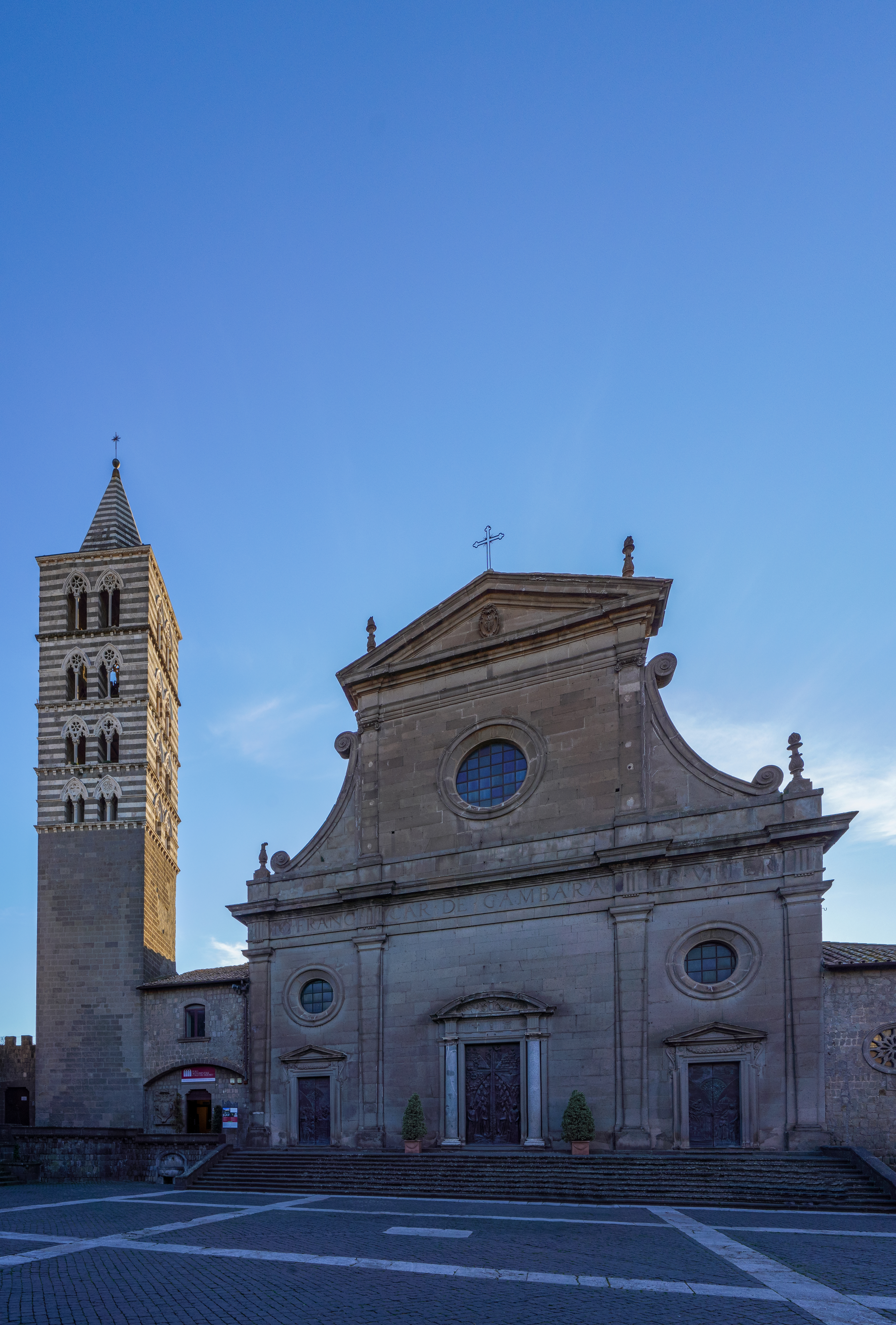
Katedra San Lorenzo
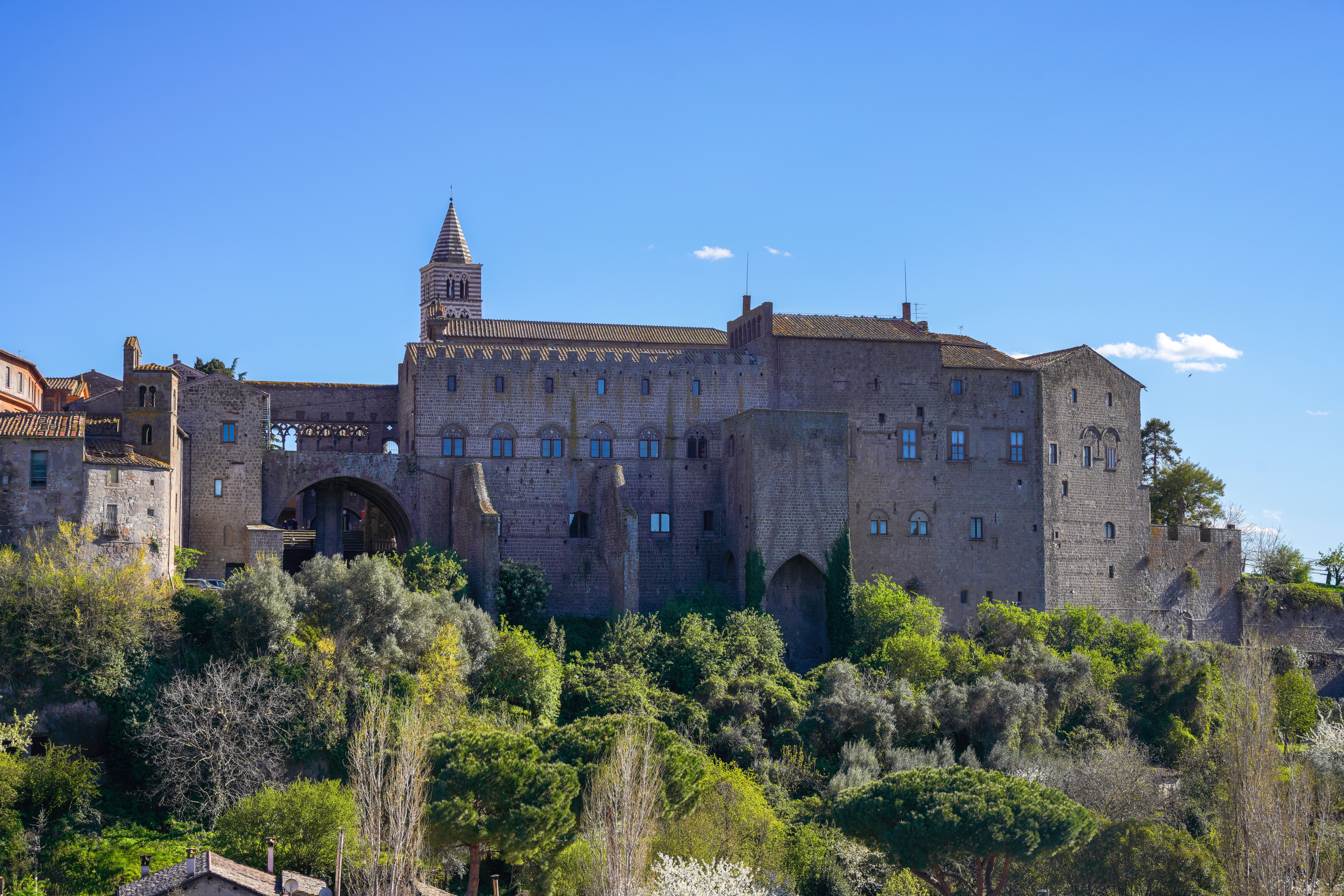
Pałac Papieży w Viterbo